# Хилокское городское поселение
Городско́е поселе́ние «Хилокское» — муниципальное образование в Хилокском районе Забайкальского края Российской Федерации.
Административный центр — город Хилок.

## История
Статус и границы городского поселения установлены Законом Читинской области от 19 мая 2004 года «Об установлении границ, наименований вновь образованных муниципальных образований и наделении их статусом сельского, городского поселения в Читинской области».

## Население
| 2009    | 2010    | 2011    | 2012    | 2013    | 2014    | 2015    |
| ------- | ------- | ------- | ------- | ------- | ------- | ------- |
| 10 292  | ↗11 616 | ↘11 594 | ↘11 500 | ↘11 382 | ↘11 192 | ↘11 030 |
| 2016    | 2017    | 2018    | 2019    | 2020    | 2021    |         |
| ↘10 915 | ↘10 786 | ↘10 670 | ↘10 551 | ↘10 381 | ↘9957   |         |

## Состав городского поселения
| № | Населённый пункт | Тип населённого пункта        | Население |
| - | ---------------- | ----------------------------- | --------- |
| 1 | Жилкин Хутор     | село                          | ↘45       |
| 2 | Сосновка         | село                          | ↘16       |
| 3 | Хилок            | город, административный центр | ↘9948     |